# Isetta
L'Isetta va ser un dels microcotxes amb més èxit dels que es van produir al període de post guerra, de disseny italià construït sota llicència a diversos països diferents, inclosa Argentina, Espanya, Bèlgica, França, Brasil, Alemanya, i el Regne Unit. La seua forma d'ou o bombolla va fer que rebés distints noms simpàtics allà on es comercialitzava. Al Brasil se'l coneixia com a "la pilota de futbol dels camions", a Xile com al huevito ("ouet") o a Gran Bretanya com a bubble car ("cotxe bombolla"), denominació que després es va estendre a vehicles de característiques semblants.
L'originalitat i la senzillesa defineixen les característiques tècniques de l'Isetta, a mig camí entre una motocicleta i un cotxe. El motor era un bicilíndric de dos temps i 236 cc que transmetia la força a l'eix posterior mitjançant una cadena. La via posterior era considerablement més estreta que l'anterior per tal que pogués funcionar sense diferencial. La refrigeració era per aire forçat i la potència estava al voltant dels 10CV. El pes total estava per sota dels 330 kg i la velocitat màxima fregava els 80 km/h. La caixa de canvis, la palanca de la qual es troba al costat esquerre de la carrosseria, era de quatre velocitats.
Un dels trets més destacats de la Isetta era la forma d'accés a l'interior. L'única porta estava ubicada en el frontal del vehicle i en obrir-se es desplaçava el volant de la direcció per a facilitar l'entrada dels passatgers.
La producció a Itàlia a penes va superar el miler d'exemplars, però va ser el fabricant alemany BMW el que més va popularitzar aquest vehicle, que va ajudar a superar un període difícil en què les gammes esportives i de luxe no tenien eixida al mercat. En total es van produir unes 160.000 unitats, de les quals unes 136.000 corresponen a BMW.

## Galeria d'imatges

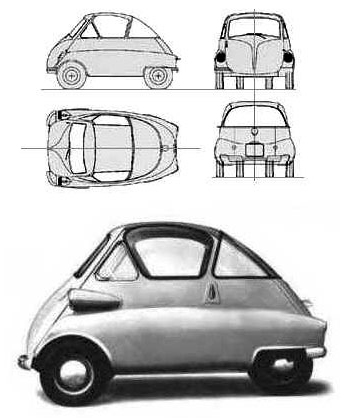
Isetta original
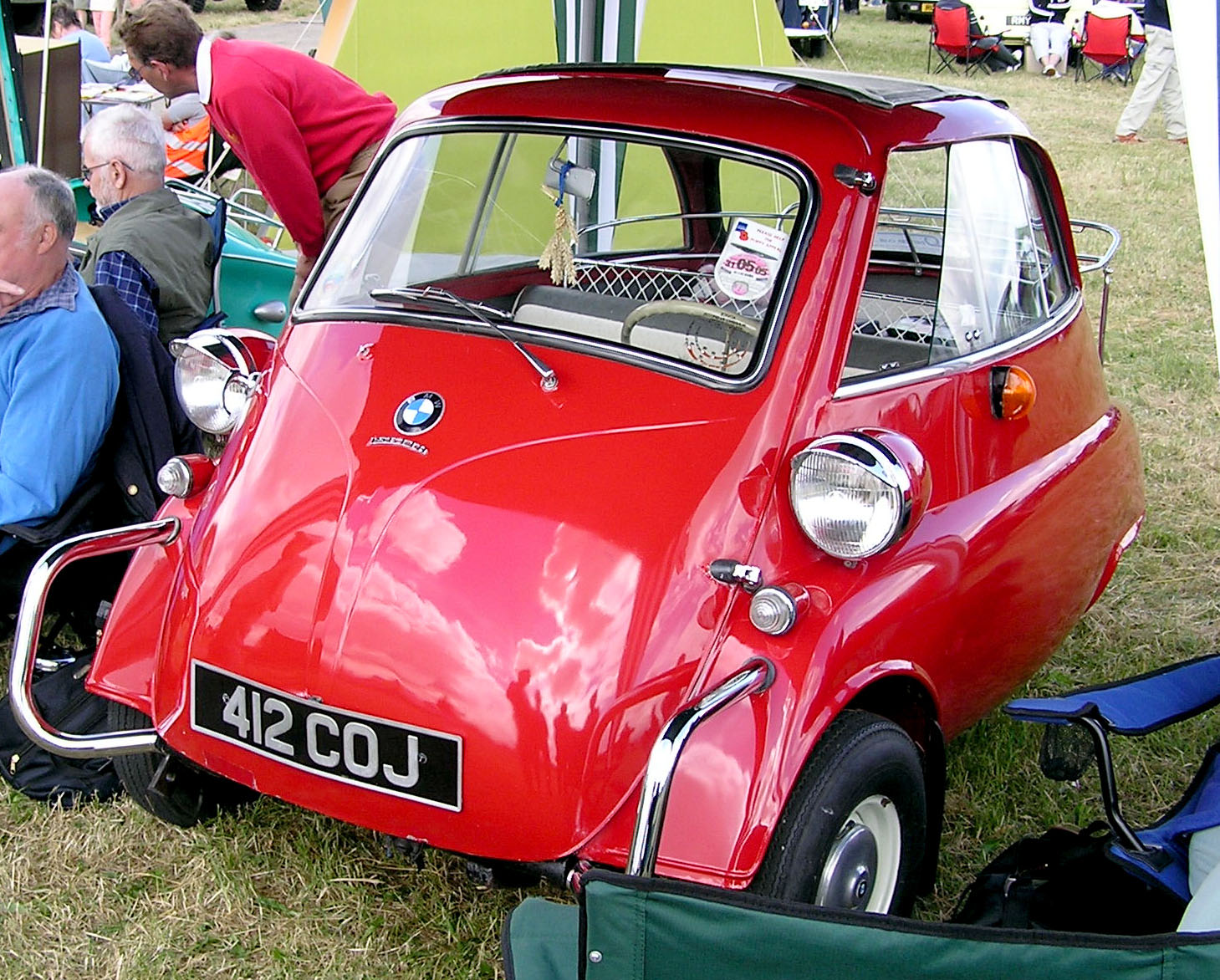
Isetta BMW
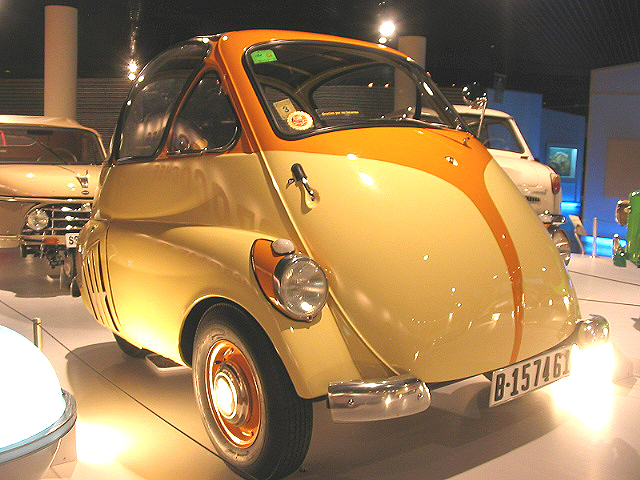
Iso Isetta